# Maîtrise en informatique et statistiques appliquées (Université d'Antananarivo)
Pour les articles homonymes, voir Misa.
La Maîtrise en informatique et statistiques appliquées est une filière de formation de l'Université d'Antananarivo à Madagascar.
Consciente de l’importance des nouvelles technologies dans les secteurs d’activités inhérents au développement, l’Université d’Antananarivo a mis en place une formation professionnalisante en statistique et en informatique au bénéfice des étudiants mais aussi des entrepreneurs à Madagascar.

## Historique
La MISA ou Maitrise en Informatique et Statistiques Appliquées a été créée en 1996 à la Faculté des Sciences de l’Université d’Antananarivo. Le but de cette formation est de rehausser les compétences des étudiants en mathématiques et administration d’entreprises en utilisant à bon escient les nouvelles technologies issues du progrès, à savoir, l’informatique et  Internet.

## Admission et parcours
Pour pouvoir suivre cette formation, les postulants doivent au moins être titulaires d’un bac+2 en mathématiques ou dans des domaines rattachés à cette discipline. Les professeurs procèdent ensuite à une sélection de dossiers. Les candidats choisis passent un entretien avant de pouvoir rejoindre la formation.
Celle-ci dure 2 ans. Les étudiants suivent un programme poussé en informatique, en mathématiques, en statistique, en management, en marketing et en  comptabilité. Concernant l’informatique, les étudiants suivent des cours en administration systèmes et réseaux, en administration de bases de données, en multimédia, en création de site web et également en comptabilité informatisée.
Les diplômés de la MISA sont des ingénieurs polyvalents qui connaissent la quasi-totalité des langages et techniques informatiques enseignés durant leur cursus universitaire. Comme exemple, les étudiants maîtrisent des systèmes d’exploitation compliqués comme Mandrake, Debian ou Linux Red Hat à part les classiques à savoir Windows /95/98 ou XP/2000. En graphisme et animation, ils sont familiarisés entre autres à Action Script, Photoshop. En développement web et logiciel, ils ont acquis de solides connaissances en Visual Basic, C, C#, HTML, AJAX, etc. En base de données et modélisation, ils maîtrisent aussi MySQL, PostgreSQL, Merise, UML, Poséidon et bien d’autres encore.

## Succès des sortants
Les étudiants de la MISA font preuve d’efficacité dans le monde du travail. Nombreux sont ceux qui sont sollicités par les entreprises de télécommunication comme TELMA et les Sociétés de Services en Ingénierie Informatique à l’instar de la société Précision Madagascar ou Ensor Madagascar. Plus de 90 % des jeunes diplômés de la MISA trouvent des postes intéressants dans l’univers de l’informatique et de la gestion informatisée. Certains ont même pu créer leur propre business comme les propriétaires du Groupe Vidy Varotra et Jrews Informatique qui ont acquis leurs compétences à la MISA.

## Collaboration et évolution
La MISA travaille en étroite collaboration avec le département des mathématiques de l’Université d’Antananarivo et Moov Internet Revolution. L’Association des Étudiants en Maîtrise en Informatique et Statistiques Appliquées (AEMISA), créée par les sortants de cette formation, contribue beaucoup au développement de l’informatique et d’Internet à Madagascar. Ces étudiants proposent des formations en informatique et mettent en place des cybercafés afin d’aider les gens à apprivoiser les nouvelles technologies.
L’AEMISA est également à l’origine de la Fête de l’Internet à Madagascar, un évènement annuel qui tend à faire connaître la formation et sert également à informer les gens sur l’évolution des nouvelles technologies dans la grande Ile. La Fête de l’Internet à Madagascar se tient habituellement au mois de juin.